# Peloponnesia
Peloponnesia é um gênero de mariposa pertencente à família Acrolophidae.